# Sabini
Sabinii au fost membrii unui grup etnic italic, aparținând sabbelienilor, stabiliți în nord-estul Latium-ului, zonă supusă de romani la inceputul sec. al III-lea î.C. Potrivit legendei, războiul romano-sabinic ar fi fost provocat de răpirea sabinelor, ordonată de Romulus. În anul 268 î.Hr. sabinii au obținut cetățenie romană.